# La Jagua de Ibirico
La Jagua de Ibirico – miasto w Kolumbii, w departamencie Cesar.